# Aeroportul Hoonah
Aeroportul Hoonah (IATA: HNH, ICAO: PAOH, FAA LID: HNH) este un aeroport din Alaska, Statele Unite ale Americii ce deservește zona Hoonah⁠(d). Aeroportul a fost tranzitat în 2019 de 16.112 pasageri. A fost numit după zona deservită.
Situat la o altitudine de 6 m, aeroportul dispune de 1 pistă. Este operat de Alaska Department of Transportation & Public Facilities⁠(d).

## Infrastructură

### Piste
Aeroportul dispune de o singură pistă. Pista 06/24 are suprafața de asfalt și dimensiunile 3.367 picioare × 75 picioare. 